# سروج
سروج:(عبری: שְׂרוּג به معنی شاخه)، نام نخست‌زاده رعو و جد بزرگ ابراهیم است که نام او در نسب‌نامه عیسی یاد شده است. هنگام تولد ناحور سی‌سال داشت. نام مادرش عورا و نام همسرش ملکاه بود.. سروج در دویست و سی‌سالگی مرد. شهر اکدی و محدوده‌ای به نام سروجی در غرب حران به نام او نامگذاری شده است. بر اساس یوبیل، نخست نام او سروح(عبری:סאראה) بوده است و پس از بنای شهر اور نامش به سروج تغییر یافته است. در تذکره‌های مسیحی یونانی از او با نام سروچ یاد شده است.